# لیدیا گئورگیان
لیدیا گئورگیان (ارمنی: Լիդիա Գևորգյան؛ زاده ۱۴ ژوئن ۱۹۴۰) نقاش و طراح صحنه اهل ارمنستان است.

## زندگی‌نامه
وی در ۱۴ ژوئن ۱۹۴۰ در کومودینی در به دنیا آمد و از انستیتو دولتی هنرهای زیبای ایروان فارغ‌التحصیل گشت. وی همچنین برنده جوایزی همچون مدال طلای وزارت فرهنگ جمهوری ارمنستان (۲۰۱۰) شد.

## بخشی از فیلمشناسی
از فیلم‌ها یا برنامه‌های تلویزیونی که وی در آن نقش داشته‌است می‌توان به آثار زیر اشاره کرد.
- آرشاک دوم
- یک تکه از آسمان (فیلم ۱۹۸۰) (۱۹۸۰)